# IIHF Challenge Cup of Asia 2016 (ženy)
IIHF Challenge Cup of Asia 2016 (ženy) byl šestým ročníkem tohoto turnaje a stejně jako v předchozím roce se odehrál pouze turnaj divize 1. Turnaj se konal od 22. do 26. března 2016 v hale Annex Ice Rink v Tchaj-peji na Tchaj-wanu. Turnaje se zúčastnilo pět družstev, která hrála jednokolově každé s každým. Vítězství si připsali domácí hráčky Tchaj-wanu před hráčkami Thajska a Singapuru.

## Výsledky
|    |           | Tchaj-wan | Thajsko | Singapur | Malajsie | Indie | V | VP | PP | P | VG | OG | B  |
| 1. | Tchaj-wan | ***       | 8:1     | 15:1     | 21:0     | 13:0  | 4 | 0  | 0  | 0 | 57 | 2  | 12 |
| 2. | Thajsko   | 1:8       | ***     | 9:3      | 14:2     | 12:1  | 3 | 0  | 0  | 1 | 36 | 14 | 9  |
| 3. | Singapur  | 1:15      | 3:9     | ***      | 4:1      | 8:1   | 2 | 0  | 0  | 2 | 16 | 26 | 6  |
| 4. | Malajsie  | 0:21      | 2:14    | 1:4      | ***      | 6:3   | 1 | 0  | 0  | 3 | 9  | 42 | 3  |
| 5. | Indie     | 0:13      | 1:12    | 1:8      | 3:6      | ***   | 0 | 0  | 0  | 4 | 5  | 39 | 0  |